# Пентасеребростронций
Пентасеребростронций — бинарное неорганическое соединение, интерметаллид
серебра и стронция
с формулой SrAg5,
кристаллы.

## Получение
- Сплавление стехиометрических количеств чистых веществ:

{\displaystyle {\mathsf {5Ag+Sr\ {\xrightarrow {783^{o}C}}\ Ag_{5}Sr}}}

## Физические свойства
Пентасеребростронций образует кристаллы
гексагональной сингонии, пространственная группа P 6/mmm, параметры ячейки a = 0,5644 нм, c = 0,4631 нм, Z = 1,
структура типа пентамедькальция CaCu5
.
Соединение конгруэнтно плавится при температуре выше 783 °C.